# 인간 없는 세상
《인간 없는 세상》(영어: The World Without Us)은 2007년에 출판된 앨런 와이즈먼의 환경과학 논픽션이다.
저자는 환경론자들의 '당신의 낭비로 위기에 직면했다'는 투의 말이 옳은 말이면서도 압박감이 느껴지는 말이라 생각했다. 그래서 이 책은 겁주며 압박하기 대신, 인간 이후에도 존재할 다양한 생명체들을 보여주는 전략을 사용하였다.
저자는 이러한 책의 구성을 위해 2003년부터 3년 반 동안 폴란드의 원시 침엽수림 지대, 한반도 비무장 지대, 체르노빌 출입 금지 구역 등, 다섯 개 대륙 10여 개 나라를 돌며 인간이 사라진 지역의 자연을 살폈다.

## 수상
- 2007 내셔널 북 크리틱스 서클 어워드, 논픽션 부분 최종후보
- 2007 타임지 올해의 논픽션, 1위
- 2007 살론 북 어워드, 수상
- 2008 Book Sense Book of the Year Honor Book, 논픽션 부분 수상
- 2008 오리온 북 어워드, 최종후보
- 2008 ALA 노터블 북 포 어덜트, 수상

## 같이 보기
- 지구온난화
- 종말론
  - 최후의 심판